# 노다촌 (니가타현 가리와군)
노다촌(野田村)은 니가타현 가리와군에 있던 촌이다. 

## 역사
- 1889년 4월 1일 - 정촌제 시행에 수반해 가리와군 노다촌이 성립하였다.
- 1956년 9월 30일 - 조조촌, 우카와촌과 합병해, 구로히메촌이 되어 소멸하였다.

## 참고문헌
- 『市町村名変遷辞典』東京堂出版、1990年。